# Trichosanthes papuaensis
Trichosanthes papuaensis är en gurkväxtart som beskrevs av Lu Q.Huang. Trichosanthes papuaensis ingår i släktet Trichosanthes och familjen gurkväxter. Inga underarter finns listade i Catalogue of Life.